# Luigi De Gennaro
Luigi De Gennaro (Salerno, 12 agosto 1959) è un neuroscienziato italiano.

## Biografia
Professore ordinario di psicobiologia, psicologia fisiologica e disturbi del sonno presso diversi corsi di laurea e scuole di specializzazione della facoltà di Medicina e Psicologia dell'Università "La Sapienza" di Roma, è noto a livello internazionale per i suoi studi in materia di disturbi del sonno. Dirige il Laboratorio del Sonno presso la stessa Università, ed è anche segretario e direttore editoriale dell’Associazione Italiana di Medicina del Sonno. Autore di oltre 700 pubblicazioni in Italia e all'estero con un H index Google Scholar pari a 74, tiene una rubrica di neuroscienze del sonno sull'edizione italiana dell'HuffPost.
Nel 2005 si rese protagonista di una particolare forma di protesta: mentre i suoi colleghi scioperavano contro la riforma Moratti, tenne 12 ore consecutive di lezione a cui parteciparono anche studenti di altri atenei e semplici curiosi. Inoltre, per protestare contro la Legge 6 agosto 2008, n. 133, uno degli atti normativi della Riforma Gelmini, organizzò, in collaborazione con l'Onda, presso la sede della Facoltà di Psicologia nel quartiere di San Lorenzo a Roma, due cicli di lezioni notturne chiamati "Psicologia sotto le stelle" con la partecipazione di molti docenti della stessa Facoltà, tra cui Fabio Lucidi, Vittorio Lingiardi, Anna Maria Giannini, Marisa Malagoli Togliatti.

## Attività di ricerca e divulgazione
In qualità di esperto dei disturbi del sonno, è intervenuto in diversi programmi televisivi e radiofonici, come ad esempio: Superquark, Voyager, Unomattina, Sottovoce, Il caffè di Raiuno, Cominciamo bene, TGR Leonardo, Radio 24, Memex - Nautilus su RaiScuola, Radio Monte Carlo, Tg3 fuori tg, Rai Radio 1, E se domani, Newton su Rai Scuola. È spesso ospite del programma radiofonico quotidiano "Obiettivo Salute - Risveglio" in onda su Radio24, in veste di neuroscienziato del sonno e di esperto dei correlati neurobiologici dell'attività onirica.
La stampa e i media televisivi hanno dato risalto ad un recente studio condotto assieme alla sua equipe: tra il 2018 e il 2019 ha guidato, all'I.I.S.S. "E. Majorana" di Brindisi, in collaborazione con Salvatore Giuliano, preside della stessa scuola nonché sottosegretario di Stato al Ministero dell'Istruzione, dell'Università e della Ricerca nel governo Conte I, uno studio longitudinale che ha evidenziato come l’ingresso a scuola posticipato di un’ora (pari posticipo anche per l’uscita) sia associato con una migliore qualità del sonno, un miglioramento dell'attenzione e della vigilanza nonché ad un incremento della performance scolastica. Lo studio, il primo nel suo genere in Italia, è stata ispirato dal movimento internazionale Start School Later Movement che si propone di migliorare il rendimento scolastico promuovendo l'adozione, da parte delle istituzioni preposte, di misure volte a garantire agli studenti di tutto il mondo un numero adeguato di ore di sonno notturno.
Nel 2008 ha condotto uno studio molto citato in letteratura, con il quale ha indagato, per il tramite di un paradigma noto come genetica comportamentale, la possibilità che l'attività cerebrale durante il sonno, alla pari dei tratti di personalità o dei tratti somatici, sia altamente ereditabile, e giungendo quindi alla conclusione che il modo di dormire, rilevato attraverso l’analisi dell’attività elettrica durante il sonno non-REM, è simile tra affini, in particolare tra i gemelli monozigoti, i cosiddetti gemelli identici. Allo stesso modo in cui i gemelli identici hanno le stesse impronte digitali, gli stessi sembrerebbero avere la stessa impronta nel modo in cui il cervello funziona durante il sonno. Pertanto, lo stile del sonno si eredita allo stesso modo in cui si eredita un tratto caratteriale o un tratto somatico. Più specificatamente, da questi studi di genetica comportamentale, è emerso che nella popolazione generale l'attività cerebrale durante il sonno (non-REM) dipende al 96 per cento da fattori genetici (e quindi al 4 per cento da altri fattori) e che inoltre lo stile del sonno (non-REM) è tra le caratteristiche più ereditabili in assoluto, al pari dell’altezza o del colore degli occhi.
Dal 2010 è impegnato, in collaborazione con Paolo Maria Rossini nello sviluppo di una nuova metodica per il trattamento dell'insonnia, basata sull'erogazione di deboli stimoli elettrici al cervello. Il progetto di questa tecnica è stato oggetto di una puntata di Superquark e di UnoMattina, ripreso da diverse testate giornalistiche, e pubblicato su diverse riviste scientifiche internazionali.

## Pubblicazioni
- Curcio G, Ferrara M, De Gennaro L. Sleep loss, learning capacity and academic performance Sleep Medicine Reviews 10 (5), 323-337; 2006 doi:10.1016/j.smrv.2005.11.001
- De Gennaro L, Ferrara M. Sleep spindles: an overview. Sleep Medicine Reviews 7 (5), 423-440; 2003 doi:10.1053/smrv.2002.0252
- Ferrara M, De Gennaro L. How much sleep do we need? Sleep Medicine Reviews 5 (2), 155-179; 2001 doi:10.1053/smrv.2000.0138
- Curcio G, Tempesta D, Scarlata S, Marzano C, Moroni F, Rossini PM, De Gennaro L. Validity of the Italian version of the Pittsburgh sleep quality index (PSQI) Neurological Sciences 34 (4), 511-519; 2013 doi:10.1007/s10072-012-1085-y
- De Gennaro L, Marzano C, Fratello F, Moroni F, Pellicciari MC, Ferlazzo F, ... The electroencephalographic fingerprint of sleep is genetically determined: a twin study. Annals of Neurology 64 (4), 455-460; 2008 doi:10.1002/ana.21434
- De Gennaro L, Ferrara M, Vecchio F, Curcio G, Bertini M. An electroencephalographic fingerprint of human sleep. Neuroimage 26 (1), 114-122; 2005 doi:10.1016/j.neuroimage.2005.01.020
- Tempesta D, Socci V, De Gennaro L, Ferrara M. Sleep and emotional processing. Sleep Medicine Reviews 40, 183-195; 2018 doi:10.1016/j.smrv.2017.12.005
- Curcio G, Ferrara M, Moroni F, D’inzeo G, Bertini M, De Gennaro L. Is the brain influenced by a phone call?: an EEG study of resting wakefulness. Neuroscience Research 53 (3), 265-270; 2005 doi:10.1016/j.neures.2005.07.003
- Ferreri F, Curcio G, Pasqualetti P, De Gennaro L, Fini R, Rossini PM. Mobile phone emissions and human brain excitability. Annals of Neurology  60 (2), 188-196; 2006 doi:10.1002/ana.20906
- De Gennaro L, Ferrara M, Bertini M. The boundary between wakefulness and sleep: quantitative electroencephalographic changes during the sleep onset period. Neuroscience 107 (1), 1-11; 2001 doi:10.1016/s0306-4522(01)00309-8
- De Gennaro L, Ferrara M, Curcio G, Cristiani R. Antero-posterior EEG changes during the wakefulness–sleep transition. Clinical Neurophysiology 112 (10), 1901-1911; 2001 doi:10.1016/s1388-2457(01)00649-6